# Licença BSD
A licença BSD é uma licença de código aberto inicialmente utilizada nos sistemas operacionais do tipo Berkeley Software Distribution (um sistema derivado do Unix). Apesar dela ter sido criada para os sistemas BSD, atualmente (2006) vários outros sistemas são distribuídos sob esta licença.
Os proprietários originais da distribuição BSD eram os "Regentes da Universidade da Califórnia", devido ao fato da BSD ter nascido na Universidade de Berkeley. A licença oficial BSD tem sido revisada desde a sua criação, e inspirou inúmeras variantes utilizadas por outros desenvolvedores de software (veja a seção abaixo, "Licenças estilo BSD").
Esta licença impõe poucas restrições quando comparada aquelas impostas por outras licenças, como a GNU General Public License ou mesmo as restrições padrão determinadas pelo copyright, colocando-a relativamente próxima do domínio público. (De fato, a licença BSD tem sido chamada de copycenter, ou "centro de cópias", em comparação com o copyright padrão e o copyleft da licença GPL: "Leve até o copycenter e faça quantas cópias quiser.")

## Termos da licença BSD
Os termos da licença é considerado como de domínio público e pode ser modificado sem nenhuma restrição. Para satisfazer as necessidades de indivíduos ou organizações em particular, deve-se trocar as referências aos termos "Regents of the University of California", "University of California, Berkeley" e "Regents" pelo nome do próprio indivíduo ou organização.

### Compatibilidade com licenças de software proprietárias
A licença BSD permite que o software distribuído sob a licença, seja incorporado a produtos proprietários. Trabalhos baseados no material podem até ser liberados com licença proprietária. Alguns exemplos notáveis são: o uso de código do BSD (funções de rede de computadores) em produtos da Microsoft, e o uso de muitos componentes do FreeBSD no sistema Mac OS X da Apple Computer.
Também é possível que softwares sejam distribuídos pela licença BSD junto de outra licença. Isto ocorreu em versões antigas do BSD Unix, que incluíam material proprietário da AT&T.

### Compatibilidade com outras licenças desoftware livre
Na sua versão original, a licença BSD contém termos que a tornam incompatível com a licença GPL. Como elas estão entre as licenças mais utilizadas no mundo do software livre, a impossibilidade em combinar os seus componentes tornou-se um grande problema para os autores destes softwares. Na revisão sofrida em 1999 a cláusula controversa foi retirada. Desde esta data, os autores estão livres para incorporar softwares BSD naqueles licenciados pela GPL.

## Aadvertising clause
Originalmente, a licença BSD tinha uma cláusula extra, determinando que os autores de todos os trabalhos derivados de software licenciado como BSD, incluíssem uma citação (acknowledgment) no código fonte, dizendo que o produto continha software desenvolvido pela Universidade de Berkeley. Esta cláusula ficou conhecida como advertising clause, ou "cláusula de propaganda". O texto da licença original, com a "cláusula de propaganda" (número 3):
```
* Copyright (c) 1982, 1986, 1990, 1991, 1993
*      The Regents of the University of California.  All rights reserved.
*
* Redistribution and use in source and binary forms, with or without
* modification, are permitted provided that the following conditions
* are met:
* 1. Redistributions of source code must retain the above copyright
*    notice, this list of conditions and the following disclaimer.
* 2. Redistributions in binary form must reproduce the above copyright
*    notice, this list of conditions and the following disclaimer in the
*    documentation and/or other materials provided with the distribution.
* 3. All advertising materials mentioning features or use of this software
*    must display the following acknowledgement:
*      This product includes software developed by the University of
*      California, Berkeley and its contributors.
* 4. Neither the name of the University nor the names of its contributors
*    may be used to endorse or promote products derived from this software
*    without specific prior written permission.
*
* THIS SOFTWARE IS PROVIDED BY THE REGENTS AND CONTRIBUTORS 
``AS IS''
 AND
* ANY EXPRESS OR IMPLIED WARRANTIES, INCLUDING, BUT NOT LIMITED TO, THE
* IMPLIED WARRANTIES OF MERCHANTABILITY AND FITNESS FOR A PARTICULAR PURPOSE
* ARE DISCLAIMED.  IN NO EVENT SHALL THE REGENTS OR CONTRIBUTORS BE LIABLE
* FOR ANY DIRECT, INDIRECT, INCIDENTAL, SPECIAL, EXEMPLARY, OR CONSEQUENTIAL
* DAMAGES (INCLUDING, BUT NOT LIMITED TO, PROCUREMENT OF SUBSTITUTE GOODS
* OR SERVICES; LOSS OF USE, DATA, OR PROFITS; OR BUSINESS INTERRUPTION)
* HOWEVER CAUSED AND ON ANY THEORY OF LIABILITY, WHETHER IN CONTRACT, STRICT
* LIABILITY, OR TORT (INCLUDING NEGLIGENCE OR OTHERWISE) ARISING IN ANY WAY
* OUT OF THE USE OF THIS SOFTWARE, EVEN IF ADVISED OF THE POSSIBILITY OF
* SUCH DAMAGE.
```

O projeto GNU chamou a "cláusula de propaganda" de obnoxious advertising clause ("a lamentável cláusula de propaganda"). Existiam dois grandes problemas na perspectiva do projeto GNU. Primeiramente, pessoas que fazem alterações em código fonte tendem a adicionar citações das suas próprias versões da licença BSD (com o nome da sua organização ao invés de "Universidade da Califórnia"). Isto é problemático devido ao grande número de pessoas que podem trabalhar ao mesmo tempo em um só projeto, ou pelo menos, em vários projetos separados de uma distribuição de software. Devido a este comportamento dos desenvolvedores, esta cláusula rapidamente criaria uma volumosa e ingerenciável lista de citações de diferentes licenças BSD. Em segundo lugar, um grande problema legal era o fato que esta cláusula era incompatível com os termos da GPL (que não permitia a adição de restrições além daquelas já impostas) forçando a segregação de software GNU e BSD. O projeto GNU chegou a sugerir que as pessoas não usassem a frase "BSD-style" quando queriam referenciar um exemplo de licença não copyleft, com o objetivo de prevenir o uso inadvertido da licença BSD.
Esta cláusula foi retirada do texto oficial da licença BSD em 22 de julho de 1999 por William Hoskins, o diretor do escritório de licenciamento de tecnologia da Universidade Berkeley, em resposta a um pedido de Richard Stallman. A licença original é agora chamada de "BSD-old" ou "4-clause BSD", enquanto a revisão corrente da licença BSD é algumas vezes chamada de "BSD-new", "BSD revisada", ou "3-clause BSD".
Um dos grandes pontos ressaltados no termo BSD é o uso continuo e permanente dos Prime, criadores originais e natos de Universidade de Berkeley - California, mas onde os mesmos jamais devem apresentar qualquer publicidade sobre ou apenas perante há alguma prévia em artigo explicito anteriormente e claro nunca infringindo qualquer termo Copyright. Desta forma BSD pede que toda a contribuição ou ação BSD deve ser exposta. mas jamais manipulada de forma publicitária. Os mesmo tomam base em termos de copyright onde contemplam utilização e uso o qual é de total poderio do criador e que o usuário jamais deve conquistar para si. Dentre outras citações o BSD utilizasse de um encapsulamento protetor, o autor te fornece o produto o qual você pode fornecer a outro e assim continuamente, mas jamais um mensageiro deve interferir no serviço. Em suma para ativantes de C, C++, C#, ou suas variantes BSD trabalha muito com um produto intermediário entre aquilo que é feito manualmente  e diretamente pelo autor diante daquilo que o cliente vai então utilizar os parametros que podem ser adotados por uma máquina ou ferramenta, ou os pontos mais internos e cada "código cru", inicial, são ignorados e apenas são domados pelo autor, só ele tem capacidade e autoridade para manipular. 

## Licenças estilo BSD
Muitos projetos de software livre utilizam licenças derivadas da licença BSD, como:
- O sistema operacional NetBSD utiliza uma 2-clause license.[3] Antes de 20 de junho de 2008, a licença padrão era a de quatro cláusulas (4-clause).
- Existe uma licença com duas cláusulas (2-clause), escrita no estilo BSD (BSD-like), que proíbe o uso do nome do detentor do direito (copyright) para efeito de endosso. A remoção desta cláusula torna esta licença equivalente a licença MIT. Esta é a única licença estilo BSD permitida para algumas bibliotecas incluídas no projeto KDE.
- O sistema operacional FreeBSD também utiliza uma licença 2-clause[4] com uma declaração adicional no final do texto, em que sinaliza que a visão dos contribuintes do projeto não é a visão do projeto FreeBSD.
- O sistema operacional OpenBSD utiliza uma licença[5] modelada sobre a licença do ISC para todo o software adicional criado pelo projeto, que é funcionalmente uma licença 2-clause, sem cláusulas adicionais ou outras conseqüências envolvidas.